# 14395 Tommorgan
14395 Tommorgan (1990 TN3) là một tiểu hành tinh vành đai chính bên trong được phát hiện ngày 15 tháng 10 năm 1990 bởi E. F. Helin ở Đài thiên văn Palomar.